# 97. Deutscher Katholikentag

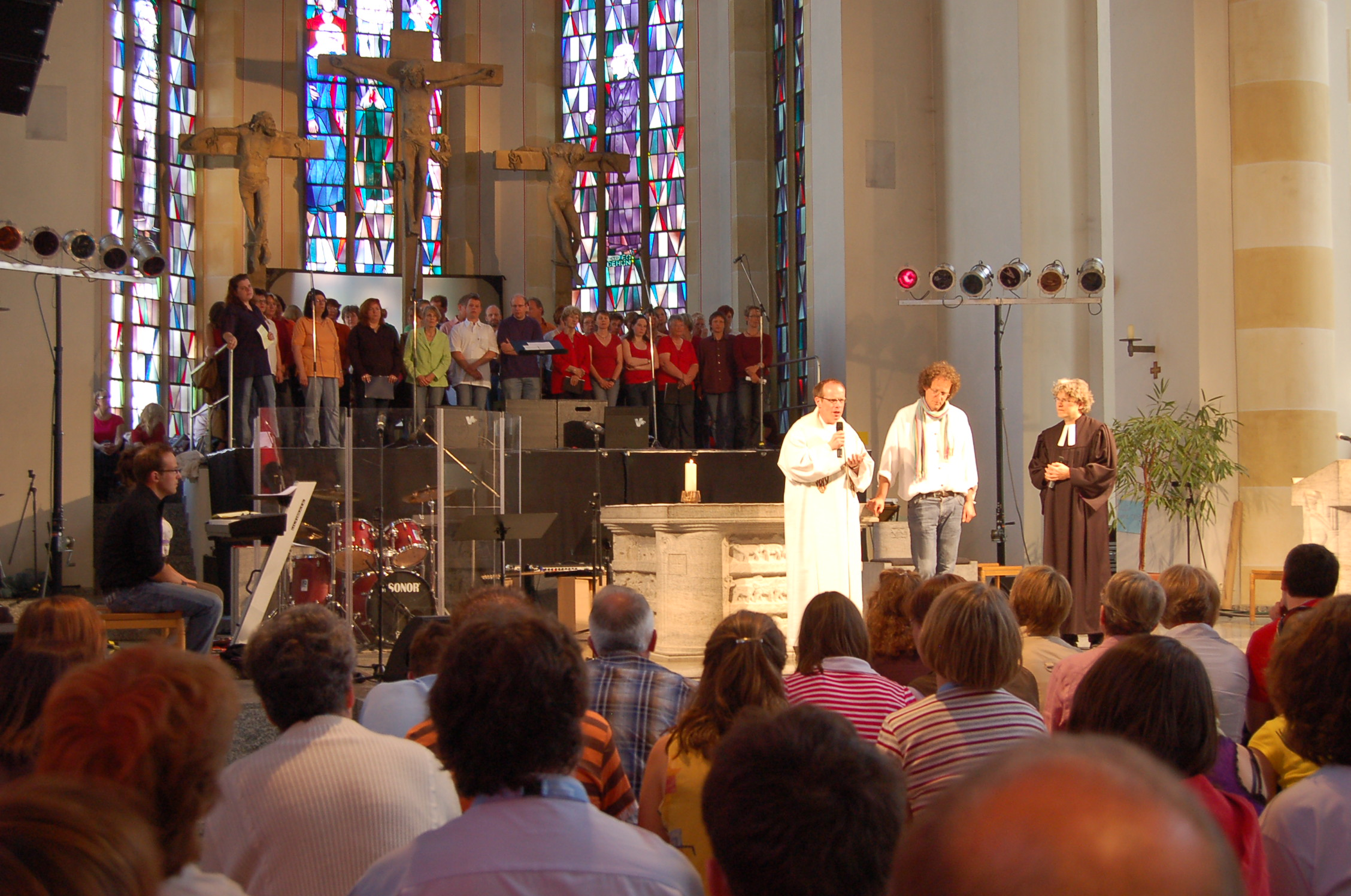
Ökumenischer Jugendgottesdienst während des Katholikentags in der Herz-Jesu-Kirche

Der 97. Deutsche Katholikentag fand vom 21. bis 25. Mai 2008 in der niedersächsischen Stadt Osnabrück statt.
Er stand unter dem Leitwort „Du führst uns hinaus ins Weite“ nach dem 18. Psalm, Vers 20 (Ps 18,20 ) und hatte 60.000 Teilnehmer. Ursprünglich sollte der Katholikentag 2008 in Essen stattfinden. Das Bistum Essen verzichtete jedoch auf die Ausrichtung.
Es war der zweite Katholikentag in der Stadt nach dem 48. Deutschen Katholikentag, der vom 25. bis 29. August 1901 veranstaltet worden war.

## Karfreitagsfürbitte für die Juden
Der 97. Deutsche Katholikentag stand im Spannungsfeld zwischen Judentum und Römisch-katholischer Kirche, nachdem Papst Benedikt XVI. Neufassung der Karfreitagsfürbitte für die Juden im selben Jahr Kritik ausgelöst hatte. Jüdische Wissenschaftler und Theologen wie Walter Homolka, Micha Brumlik und Rolf Verleger sagten ihre Teilnahme am Katholikentag ab. Der Zentralrat der Juden in Deutschland brach seine offiziellen Kontakte zur Römisch-katholischen Kirche ab, dessen damalige Präsidentin Charlotte Knobloch forderte die Rücknahme des Gebets bis zum Katholikentag. Mit dem Programmpunkt „Christlich-jüdischer Dialog“ versuchte der Kirchentag eine Entspannung zu bewirken. Der Rabbiner Henry G. Brandt, der ebenfalls scharfe Kritik an der Karfreitagsfürbitte geäußert hatte, betonte anschließend das geschwisterliche Verhältnis von Juden und Christen.

## Ablauf

### Zentrale Veranstaltungen
Eröffnet wurde der Katholikentag am 21. Mai am Dom St. Peter bei einer zentralen Feier mit Bischof Franz-Josef Bode, nachdem der Apostolische Nuntius in Deutschland, Jean-Claude Périsset, zuvor eine Botschaft von Papst Benedikt XVI. überbracht hatte.
Im Schlossgarten wurde am 22. Mai die Eucharistiefeier zum Fronleichnamsfest abgehalten, Hauptzelebrant war Franz-Josef Bode. Die Fronleichnamsprozession führte zur ehemaligen Stiftskirche St. Johann.
Die Predigt des Ökumenischen Gottesdienstes im Dom hielt am 23. Mai die Landesbischöfin der Evangelisch-lutherischen Landeskirche Hannovers, Margot Käßmann. Sie rief dazu auf, die Vielfalt in der weltweiten Christenheit zu akzeptieren. Ein Konzert im Schlossgarten stand unter dem Titel „Osnabrück rockt für 1 Welt“.
Am 24. Mai stand das Weltkinderfest im Schlossgarten unter dem Motto „Mission possible – Eine Welt ist möglich“. Das „Osnabrücker Fest der Kulturen“ wurde in dem Gebiet zwischen dem Markt am Rathaus Osnabrück und dem Domvorplatz gefeiert. Eine weitere zentrale Veranstaltung des Tages waren unter anderem ein Fest aus Anlass des 50-jährigen Bestehens des Bischöflichen Hilfswerks Misereor mit einem Auftritt der Wise Guys.
Der Hauptgottesdienst des Katholikentages wurde am 25. Mai auf dem Sportplatz Illoshöhe in der Weststadt abgehalten. Hauptzelebrant war Erzbischof Robert Zollitsch, Konzelebranten waren unter anderem Franz-Josef Bode, Gebhard Fürst, Reinhard Marx und Adrianus Simonis. An dem Gottesdienst nahmen mehr als 20.000 Menschen teil.